# Estadio Independencia (Chile)
Das Estadio Independencia (deutsch Stadion Unabhängigkeit) war das dritte von vier Stadien des Club Deportivo Universidad Católica. Das Fußballstadion befand sich in der Gemeinde Independencia der chilenischen Hauptstadt Santiago. Es wurde am 12. Oktober 1945 eröffnet. Auf dieser Anlage wurden die chilenischen Profifußballtitel und das Reserveturnier entschieden. Außerdem fanden hier Leichtathletikveranstaltungen und eine lateinamerikanische Boxmeisterschaft statt.

## Geschichte

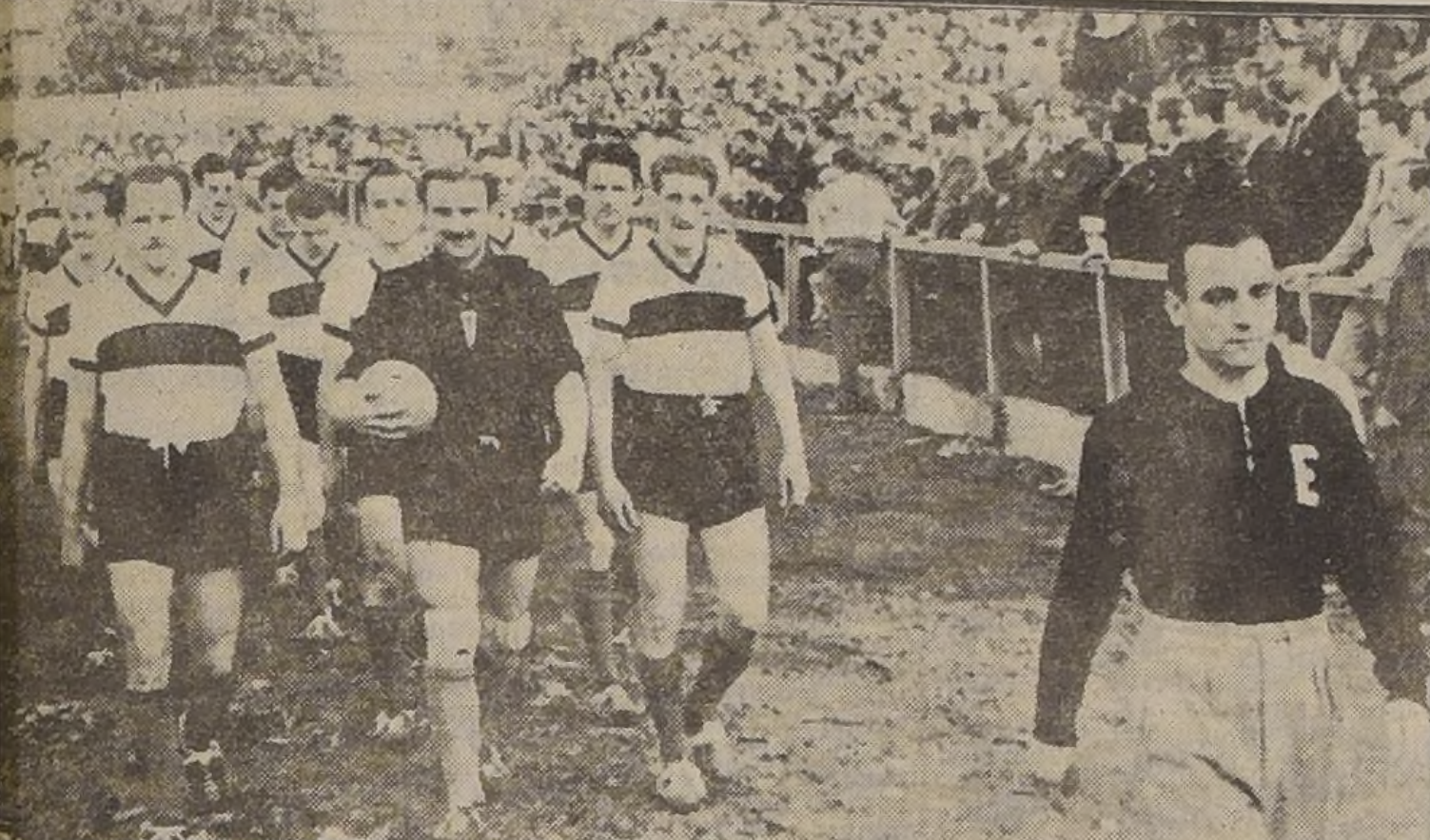
Das Team der Universidad Católica bei der Einweihung des Estadio Independencia am 12. Oktober 1945.

Das Stadion wurde am 12. Oktober 1945 mit einem Fußballturnier mit vier Mannschaften eingeweiht. Im Hauptkampf besiegte Universidad Católica eine Mannschaft der Universidad de Concepción mit 4:2. Das erste Tor für die Universidad Católica in Independencia erzielte Antonio Ciraolo. In der Aufstellung der Católica stachen Sergio Livingstone, Alberto Buccicardi und Fernando Riera hervor.
Das letzte Spiel in Independencia im Rahmen der Turniere der Primera División fand am 20. Dezember 1967 statt und endete mit einem 5:1-Sieg der Universidad Católica über Rangers de Talca. Im darauffolgenden Monat gewann die Reservemannschaft von Católica, ebenfalls auf dem Rasen ihres Heimstadions, ihren vierten aufeinanderfolgenden Meistertitel in ihrer Kategorie, nachdem sie Universidad de Chile mit 2:1 besiegt hatte.
Was andere Sportarten betrifft, so war das Stadion 1946 Austragungsort des Lateinamerikanischen Amateur-Boxmeisterschaft, ebenso wie das Estadio Universidad Católica im Jahr 1929. Darüber hinaus wurden in Independencia auch andere Sportarten wie Leichtathletik betrieben.
Vor dem Estadio Independencia besaß Universidad Católica seit 1927 die Campos de Sports de Ñuñoa, obwohl diese erst 1935 per Urkunde formalisiert wurden, sowie das erwähnte Estadio Universidad Católica, das 1928 eröffnet wurde. Jahrzehnte später eröffnete der chilenische Verein 1988 das Estadio San Carlos de Apoquindo, seine heutige Spielstätte.